# 한빛레이저
한빛레이저(한빛laser)는 대한민국의 고출력 산업용 레이저 기업이다. 본사는 대전광역시 유성구 유성대로 1596번길 32-48에 위치해 있으며 대표이사는 김정묵이다. 2022 대한민국 중소벤처기업 대상’에서 기술혁신 부문 수상한 바 있다 유리기판 스크라이빙 및 커팅 기술 특허를 보유하고 있으며 삼성과 현대자동차가 다용도 로봇 및 휴머노이드에 들어갈 고성능 배터리를 공동 개발하고 있다.

## 상장
2024년 1월 4일에 DB금융스팩10호와 합병을 통해 코스닥 시장에 상장하였다.

## 같이 보기
- 레이저

## 참고 문헌
1. ↑  “김우람, 한빛레이저, 1Q 영업손실에도 연간 실적은 자신하는 이유는”. 《이투데이》. 2024년 5월 31일. 2025년 4월 1일에 확인함.
2. ↑  “융복합 레이저 응용기술 선도… 다양한 산업서 적용”. 《동아일보》. 2022년 12월 21일. 2025년 4월 1일에 확인함.
3. ↑  “한빛레이저 급등, 차세대 유리기판 기술 “국내 독점 촉각" K유리기판 세계 선두주자 될까”. 《와이드경제》. 2025년 2월 10일. 2025년 4월 1일에 확인함.
4. ↑  “한빛레이저, 삼성·현대차 휴머노이드 로봇 배터리 개발 맞손…장비 공급사 부각↑”. 《아시아경제》. 2025년 4월 1일. 2025년 4월 1일에 확인함.
5. ↑  “이유진, 한빛레이저, 코스닥 시장 입성”. 《헬로디디》. 2024년 1월 4일. 2025년 4월 1일에 확인함.